# Saldinia coursiana
Saldinia coursiana är en måreväxtart som beskrevs av Cornelis Eliza Bertus Bremekamp. Saldinia coursiana ingår i släktet Saldinia och familjen måreväxter. Inga underarter finns listade i Catalogue of Life.